# 巴尔巴拉
巴尔巴拉（義大利語：Barbara），是意大利安科纳省的一个市镇。总面积10.83平方公里，人口1495人，人口密度138.0人/平方公里（2009年）。ISTAT代码为042004。